# Iquira (kommun i Colombia)
Iquira är en kommun i Colombia.   Den ligger i departementet Huila, i den centrala delen av landet, 280 km sydväst om huvudstaden Bogotá. Antalet invånare är 10 627.